# Бибина, Мария Дмитриевна
Мария Дмитриевна Бибина (род. 26 марта 1994, Самара) — российская волейболистка, либеро.

## Биография
Мария Бибина родилась в Самаре. Начала заниматься волейболом в 11 летнем возрасте. Первый тренер — Наталья Васильевна Хлопкова. В 2008 году играла за самарскую «Искру». С 14 лет занималась в московской СДЮСШОР №65 «Ника». Играла за молодёжную команду московского «Динамо-2».
С 2013 по 2020 год выступала за краснодарское «Динамо».
В 2016 году окончила Кубанский государственный университет физической культуры, спорта и туризма.
Также в 2016 году ей было присвоено звание «Мастер спорта России».
В 2020 году подписала контракт с московским «Динамо».
В августе 2022 года в составе сборной Москвы становится победителем Всероссийской спартакиады.
В сентябре 2022 впервые вызывалась на тренировочный сбор в сборную России. 16 сентября 2022 года сыграла свой первый матч за сборную России. 
Летом 2023 года перешла в ВК «Динамо—Ак Барс».

## Достижения
- серебряный призёр: клубного чемпионата мира 2015.
- двукратный победитель розыгрышей Кубка Европейской конфедерации волейбола — 2015, 2016.
- двукратная чемпионка России — 2023, 2024;
  - двукратный серебряный (2021, 2025) и двукратный бронзовый (2016, 2022) призёр чемпионатов России.
- 4-кратный победитель розыгрышей Кубка России — 2014, 2015, 2022, 2024;
  - двукратный серебряный (2020, 2025) и двукратный бронзовый (2013, 2021) призёр Кубка России.
- обладатель Суперкубка России 2024.

- победитель Всероссийской спартакиады 2022 в составе сборной Москвы.

## Семья
- Мать — волейболистка, мастер спорта Елена Бибина (в девичестве — Скворцова), победитель розыгрыша кубка России 2000[2][12].
- Муж — волейболист Александр Воропаев, бронзовый призёр чемпионата России 2020/21[13].